# Verbandsgemeinde Deidesheim
Verbandsgemeinde Deidesheim é uma associação municipal do estado da Renânia-Palatinado.